# Проект даних про права людини CIRI
З 2004 по 2014 рік Проект збору даних про права людини Cingranelli-Richards (CIRI) щорічно оцінював рівень дотримання урядами різних міжнародно визнаних прав людини. Остаточний набір даних CIRI містить кількісні показники 15 прав людини для 195 країн за період з 1981 по 2011 рік. Дані CIRI використовувалися в понад 170 країнах науковцями, студентами, політиками та аналітиками, які представляли понад 400 організацій. Засновниками та співдиректорами CIRI були політологи Девід Чінгранеллі з Університету Бінгемтона, SUNY та Девід Л. Річардс з Університету Коннектикуту. К. Чад Клей з Університету Джорджії приєднався як третій співдиректор у 2013 році. 

## Доступ до даних
Дані CIRI були безкоштовними для некомерційних користувачів. Після реєстрації користувачі CIRI могли створювати індивідуальні набори даних, вибираючи тільки ті показники, країни та роки, які їм були потрібні, або завантажувати весь набір даних. З грудня 2007 року CIRI почав використовувати власний цифровий ідентифікаційний код країни, але продовжував пропонувати інші з метою об'єднання даних. Функція MyCIRI дозволяла користувачам зберігати свої набори даних на сервері CIRI і легко оновлювати їх при оновленні основних даних CIRI.

## Фінансова підтримка
Фінансову підтримку проекту CIRI Data Project надавали Національний науковий фонд США; Світовим банком; Німецьке товариство міжнародного співробітництва; Університетом Бінгемтона,штат Нью Йорк; Центром демократичної діяльності Університету Бінгемтона; Інститутом прав людини та Коледжем гуманітарних наук і наук Університету Коннектикуту.

## Індикатори прав людини CIRI
База даних CIRI кодувала лише ПРАКТИКИ урядів у сфері прав людини. Права людини, за дотриманням яких уряди щорічно оцінювалися CIRI, включали:
- Збори та асоціації
- Зникнення
- Внутрішнє переміщення
- Виборче самовизначення (раніше Політична участь та вільні і чесні вибори)
- Індекс прав на самовизначення (додатковий індекс, що підсумовує повагу уряду до виборчого самовизначення, внутрішнього переміщення, зовнішнього переміщення, релігії, свободи слова, свободи зібрань та асоціацій, а також прав працівників)
- Позасудові вбивства
- Пересування за кордоном
- Незалежність судової влади
- Індекс прав на фізичну недоторканність (додатковий індекс, що підсумовує повагу уряду до зникнень, позасудових вбивств, політичних ув'язнень та тортур)
- Політичні ув'язнення
- Релігія
- Свобода слова
- Тортури
- Економічні права жінок
- Політичні права жінок
- Соціальні права жінок
- Права працівників

Більшість показників CIRI були рейтингами (на відміну від класацій) за шкалою від 0 до 2 за дотримання прав людини, а саме:
- 0 = Часті порушення цього права
- 1 = Деякі порушення цього права
- 2 = Не повідомлялося про порушення цього права

База даних CIRI використовувала щорічні звіти про країни від Державного департаменту США та Amnesty International як основні джерела.

## Результати оцінки після 2011 року
Проект CIRI з даних про права людини не публікував оцінок з 2011 року. Проект CIRIGHTS Data Project, співкерівниками якого є Девід Сінгранеллі, Михайло Філіппов та Скіп Марк, опублікував [коли?] нові щорічні оцінки, використовуючи методологію кодування CIRI. Нові оцінки доступні на веб-сайті Інституту прав людини Університету Бінгемтона за адресою www.binghamton.edu/institutes/hri/researcher-resources.html
1. ↑  David L. Cingranelli Archived 2014-02-23 at the Wayback Machine, Professor of Political Science, Department of Political Science, Binghamton University (SUNY).
2. ↑  David L. Cingranelli Archived 2014-02-23 at the Wayback Machine, Professor of Political Science, Department of Political Science, Binghamton University (SUNY).
3. ↑  K. Chad Clay Archived 2016-03-04 at the Wayback Machine, Assistant Professor, Co-Director, CIRI Human Rights Data Project, Department of International Affairs, University of Georgia School of Public and International Affairs.
4. ↑  National Science Foundation Grant Nos. SBR-9730130 (1997–1998), SES-0318273 (2004–2006), SES-0647969 (2007–2010), and SES-0647916 (2007–2010).
5. ↑  Вебсайт дослідницьких ресурсів Інституту прав людини Бінгемтонського університету .